# Protection sociale des personnes non-salariées des professions agricoles
La protection sociale des personnes non salariées des professions agricoles est une branche de la protection sociale française qui s'applique aux non salariés agricoles, c'est-à-dire dans les faits aux exploitants agricoles.

## Dispositions juridiques
Les dispositions juridiques figurent dans le titre III du livre VII du code rural :
- Articles L. 731-1 à L. 731-45 R. 731-1 à R. 731-44
- Articles L. 732-1 à L. 732-56 et R-732-1 à R-732-37

### Partie législative du code rural
Titre III : Protection sociale des personnes non salariées des professions agricoles
Chapitre Ier : Financement
Section 1 : Ressources du régime de protection sociale des non-salariés agricoles (Articles L731-1 à L731-5)
Section 2 : Cotisations
Sous-section 1 : Dispositions générales. (Articles L731-10 à L731-13)
Paragraphe 1 : Assiette des cotisations. (Articles L731-14 à L731-22)
Paragraphe 2 : Cotisations de solidarité. (Article L731-23)
Sous-section 2 : Dispositions particulières
Paragraphe 1 : Prestations familiales. (Articles L731-25 à L731-29)
Paragraphe 2 : Assurance maladie, invalidité et maternité. (Articles L731-30 à L731-41)
Paragraphe 3 : Assurance vieillesse. (Article L731-42)
Section 3 : Autres ressources. (Article L731-45)
Chapitre II : Prestations
Section 1 : Prestations familiales. (Articles L732-1 à L732-2)
Section 2 : Assurance maladie, invalidité et maternité. (Articles L732-3 à L732-17)
Section 3 : Assurance vieillesse
Sous-section 1 : Assurance vieillesse
Paragraphe 1 : Dispositions générales. (Articles L732-18 à L732-22)
Paragraphe 2 : Pension de retraite. (Articles L732-23 à L732-40)
Paragraphe 3 : Pension de réversion. (Articles L732-41 à L732-51)
Paragraphe 4 : Assurance volontaire vieillesse. (Articles L732-52 à L732-54)
Paragraphe 5 : Majoration des retraites. (Articles L732-54-1 à L732-54-4)
Sous-section 2 : Paiement des pensions. (Article L732-55)
Sous-section 3 : Assurance vieillesse complémentaire obligatoire. (Articles L732-56 à L732-62)

### Partie réglementaire du code rural
Titre III : Protection sociale des personnes non salariées des professions agricoles
Chapitre Ier : Financement
Section 2 : Cotisations
Sous-section 1 : Dispositions générales. (Articles D731-12 à R731-16)
Paragraphe 1 : Assiette des cotisations
Sous-paragraphe 1 : Déclaration des revenus professionnels. (Articles D731-17 à D731-21)
Sous-paragraphe 2 : Déduction du revenu implicite du capital foncier. (Articles D731-22 à D731-25)
Sous-paragraphe 3 : Exercice de l'option prévue à l'article L. 731-19. (Article D731-26)
Sous-paragraphe 4 : Modalités particulières de détermination de l'assiette. (Articles D731-27 à D731-33-1)
Paragraphe 2 : Cotisations de solidarité
Sous-paragraphe 1 : Champ d'application des cotisations de solidarité. (Articles D731-34 à D731-36)
Sous-paragraphe 2 : Déclaration des revenus professionnels des cotisants de solidarité. (Articles D731-37 à D731-44)
Sous-paragraphe 3 : Modalités de détermination de l'assiette des cotisants de solidarité. (Articles D731-45 à D731-46)
Sous-paragraphe 4 : Dispense de versement de la cotisation de solidarité. (Article D731-47)
Sous-paragraphe 5 : Recouvrement des cotisations de solidarité. (Articles D731-48 à D731-49)
Sous-paragraphe 6 : Modalités financières. (Article D731-50)
Paragraphe 3 : Exonération partielle des cotisations en début d'activité. (Articles D731-51 à D731-56)
Paragraphe 4 : Périodicité et recouvrement des cotisations
Sous-paragraphe 1 : Périodicité. (Article R731-57)
Sous-paragraphe 2 : Recouvrement des cotisations par voie d'appel. (Articles R731-58 à R731-61)
Sous-paragraphe 3 : Recouvrement des cotisations par voie de prélèvement mensuel. (Articles R731-62 à R731-67)
Sous-paragraphe 4 : Majorations. (Articles R731-68 à R731-69)
Sous-paragraphe 5 : Dispositions diverses. (Articles R731-71 à D731-76)
Sous-section 2 : Dispositions particulières aux différentes branches
Paragraphe 1 : Prestations familiales. (Articles D731-77 à D731-79)
Paragraphe 2 : Assurance maladie, invalidité et maternité
Sous-paragraphe 1 : Cotisations d'assurance maladie, invalidité et maternité. (Articles R731-80 à D731-100)
Sous-paragraphe 2 : Gestion de l'assurance maladie, invalidité et maternité. (Article R731-101)
Sous-sous-paragraphe 1 : Dispositions spéciales à la Mutualité sociale agricole. (Articles R731-102 à R731-104)
Sous-sous-paragraphe 2 : Dispositions spéciales aux autres assureurs. (Articles R731-105 à R731-113)
Sous-sous-paragraphe 3 : Dispositions communes à la Mutualité sociale agricole et aux autres assureurs. (Articles R731-114 à R731-119)
Paragraphe 3 : Assurance vieillesse. (Articles D731-120 à D731-126)
Paragraphe 4 : Assurance volontaire vieillesse. (Articles D731-127 à D731-134)
Chapitre II : Prestations
Section 1 : Prestations familiales. (Article R732-1)
Section 2 : Assurance maladie, invalidité et maternité
Sous-section 1 : Assurance maladie. (Article R732-2)
Sous-section 2 : Assurance invalidité. (Articles R732-3 à R732-12)
Sous-section 3 : Assurance maternité. (Article R732-13)
Sous-section 4 : Dispositions particulières aux assurés appelés sous les drapeaux ou bénéficiaires des législations relatives aux pensions militaires et aux accidents du travail. (Articles R732-14 à R732-16)
Sous-section 5 : Allocation de remplacement pour congé de maternité ou de paternité
Paragraphe 1 : Allocation de remplacement pour congé de maternité prévue à l'article L. 732-10. (Articles R732-17 à R732-26)
Paragraphe 2 : Allocation de remplacement pour congé de paternité prévue à l'article L. 732-12-1. (Articles D732-27 à D732-29)
Sous-section 6 : Actions de prévention. (Articles R732-30 à R732-35)
Sous-section 7 : Dispositions diverses. (Articles R732-36 à R732-37)
Section 3 : Assurance vieillesse et assurance vieillesse complémentaire obligatoire
Sous-section 1 : Assurance vieillesse
Paragraphe 1 : Dispositions générales. (Article D732-38)
Paragraphe 2 : Pension de retraite
Sous-paragraphe 1 : Dispositions générales
Sous-sous-paragraphe 1 : Condition d'âge. (Articles R732-39 à D732-41)
Sous-sous-paragraphe 2 : Condition de durée d'assurance. (Articles D732-42 à D732-52)
Sous-sous-paragraphe 3 : Condition de cessation d'activité. (Articles D732-53 à D732-56)
Sous-sous-paragraphe 4 : Liquidation et entrée en jouissance. (Articles D732-57 à D732-59)
Sous-sous-paragraphe 5 : Montant maximal cumulé de la pension forfaitaire et de la pension proportionnelle. (Article R732-60)
Sous-paragraphe 2 : Pension de retraite forfaitaire. (Articles R732-61 à R732-65)
Sous-paragraphe 3 : Pension de retraite proportionnelle
Sous-sous-paragraphe 1 : Modalités de calcul. (Articles R732-66 à D732-75)
Sous-sous-paragraphe 2 : Dispositions relatives au nombre de points acquis au titre de certaines années. (Articles D732-76 à D732-77)
Sous-sous-paragraphe 3 : Rachat de points au titre des périodes d'activité accomplies en qualité de conjoint, prévu à l'article L. 732-35. (Articles D732-78 à D732-82)
Sous-sous-paragraphe 4 : Dispositions relatives aux conjoints ayant opté pour le statut de conjoint collaborateur d'exploitation ou d'entreprise agricole. (Article R732-84)
Sous-paragraphe 4 : Dispositions relatives à certaines catégories d'assurés
Sous-sous-paragraphe 1 : Personnes reconnues inaptes au travail. (Articles D732-85 à D732-86)
Sous-sous-paragraphe 2 : Anciens prisonniers de guerre. (Article D732-87)
Sous-sous-paragraphe 3 : Préretraités. (Article D732-88)
Paragraphe 3 : Pension de réversion
Sous-paragraphe 1 : Conditions d'attribution. (Articles D732-89 à D732-92-1)
Sous-paragraphe 2 : Montant
Sous-sous-paragraphe 1 : Bases de calcul. (Articles D732-93 à D732-96)
Sous-sous-paragraphe 2 : Majoration prévue au IV de l'article L. 732-46. (Article D732-97)
Sous-sous-paragraphe 3 : Majoration prévue à l'article L. 732-50. (Articles D732-98 à D732-100)
Paragraphe 4 : Assurance volontaire vieillesse. (Articles D732-101 à D732-108)
Paragraphe 5 : Majoration des retraites (Articles D732-109 à D732-115)
Sous-section 2 : Paiement des pensions. (Articles D732-148 à D732-150)
Sous-section 3 : Assurance vieillesse complémentaire obligatoire
Paragraphe 1 : Champ d'application du régime d'assurance vieillesse complémentaire obligatoire pour les non-salariés agricoles. (Articles D732-151 à D732-152)
Paragraphe 2 : Modalités de service des prestations. (Articles D732-153 à D732-158)
Paragraphe 3 : Gestion du régime. (Articles D732-159 à D732-164)
Paragraphe 4 : Paramètres financiers. (Articles D732-165 à D732-166)
Sous-section 4 : Retraite progressive
Paragraphe 1 : Conditions et modalités de liquidation et de calcul de la fraction de pension ainsi que de la pension définitive. (Articles D732-167 à D732-176)
Paragraphe 2 : Le plan de cession progressive de l'exploitation ou de l'entreprise agricole. (Articles D732-177 à D732-182)

## Financement
Le financement de la protection sociale des non salariés agricoles est assuré :
- par les cotisations des non salariés agricoles ;
- par des impôts et taxes affectés (ITAF) ;
- par la compensation démographique ;
- par le recours à l'emprunt, essentiellement pour la branche assurance vieillesse ;
- par une subvention de l'État destinée à équilibrer la branche assurance maladie.

Les dépenses sont constituées par les prestations.